# Wieża ciśnień w Lidzbarku Warmińskim
Wieża ciśnień w Lidzbarku Warmińskim – kolejowa wieża wodna znajdująca się w Lidzbarku Warmińskim przy ulicy Szwoleżerów, wybudowana w 1912 roku, wyłączona z użytku w 1992. W 1996 została wpisana do Rejestru Zabytków.